# رالف گونش
رالف گونش (انگلیسی: Ralph Gunesch؛ زادهٔ ۲ سپتامبر ۱۹۸۳) بازیکن فوتبال اهل آلمان است.
از باشگاه‌هایی که در آن بازی کرده‌است می‌توان به باشگاه فوتبال آلمانیا آخن، باشگاه فوتبال ماینتس ۰۵، باشگاه فوتبال اینگولشتات ۰۴، و باشگاه فوتبال سن پائولی اشاره کرد.
وی همچنین در تیم‌های ملی فوتبال جوانان آلمان، و جوانان آلمان، بازی کرده‌است.